# Гинзбург, Александр Михайлович
Алекса́ндр Миха́йлович Ги́нзбург (род. 18 августа 1962 года, Ленинград) — российский поэт, автор-исполнитель.

## Биография
Александр Михайлович Гинзбург родился 18 августа 1962 года в Ленинграде.
- 1988 год — окончил Ленинградский педиатрический институт.
- 1997 год — стал заниматься только творчеством, начал писать песни на чужие стихи.
- 1998 год — стал писать песни на свои стихи.

Александр Михайлович — член клуба авторской песни «Четверг».
Проживает в Санкт-Петербурге.

## Публикации
- 2007 год — сборник стихов «Баллада о кембрийской глине» (Санкт-Петербург, «Издательство Ивана Лимбаха»);
  - рецензия на книгу от Евгения Шраговица[2].

## Награды
- ноябрь 1998 года — Гран-при (Первое место + Приз зрительских симпатий) фестиваля «Топос-98».